# Wall of Voodoo
Wall of Voodoo fue una banda estadounidense de new wave originaria de Los Ángeles, California, conocidos por el éxito de 1983 "Mexican Radio." La banda se caracterizaba por tener un sonido que era una fusión con sintetizador de música new wave con el estilo de BSO de spaghetti western de Ennio Morricone.

## Formación
Wall of Voodoo tiene su origen en Acmé Soundtracks, un negocio de música cinematográfica iniciado por Stan Ridgway, quien luego sería el vocalista y armonicista de la banda. La oficina de Acmé Soundtracks estaba cruzando la calle del club punk de Hollywood "The Masque", donde Ridgway fue rápidamente arrastrado a la emergente escena punk/new wave. Marc Moreland, guitarrista de The Skulls, comenzó tocando con Ridgway en la oficina de Acmé Soundtracks y la misma compañía se transformó en una banda de new wave.
Ya en 1977, con la adición de varios miembros de The Skulls, entre ellos Bruce Moreland (hermano de Marc) como bajista y Chas T. Gray en los teclados, junto con Joe Nanini quién había sido el baterista de Black Randy and the Metrosquad, la primera alineación de la banda nació.
El grupo fue llamado Wall of Voodoo antes de su primer concierto en referencia a un comentario hecho por el amigo de Ridgway, Joe Berardi, quién fuera miembro de The Fibonaccis. Berardi se encontraba escuchando algo de la música de la compañía que Ridgway y Moreland crearon en su estudio. Cuando Ridgway, bromeando, comparó la múltiple batería electrónica y las grabaciones al estilo de los órganos Farfisa a la pared de sonido de Phil Spector, Berardi comentó que era más como una "pared de vudú" (Wall of Voodoo) y el nombre se quedó.

## 1977-1983
Wall of Voodoo publicó un EP homónimo en 1980, que contó con una versión en sintetizador de "Ring of Fire", a la que se le agregó un solo de guitarra disonante que versiona el tema de la película de 1966 Our Man Flint. El primer álbum de la banda, Dark Continent, fue lanzado en 1981. Bruce Moreland dejó la banda por primera vez poco después de esto, y Chas Gray toco el bajo y los sintetizadores durante este tiempo. 
La banda grabó su disco más vendido, Call of the West en 1982. El sencillo extraído, "Mexican Radio", acerca de las emisoras de radio piratas de la frontera, se convirtió en su único éxito Top 100 en los Estados Unidos y el videoclip de la canción fue programado muchas veces en la MTV. Bill Noland se añadió como tecladista poco después del lanzamiento de este álbum. Ese mismo año, Wall of Voodoo abrió para The Residents en la primera gira de la banda de culto, "The Mole Show", en Perkins Palace en Pasadena a principios de verano de 1982, y para Devo en su fallido concierto 3-DEVO en octubre.
Wall of Voodoo abrió para Oingo Boingo en su gira Nothing to Fear en el Teatro Arlington en Santa Bárbara en marzo de 1983. Stan Ridgway afirmó que la situación en torno a la banda era cada vez más caótica durante esta época, con una gran cantidad de consumo de drogas y con comportamientos fuera de control por parte de los miembros del grupo. La banda apareció en el segundo US Festival, el 28 de mayo de 1983 (el concierto más grande que había realizado el grupo), inmediatamente después del cual Ridgway, Nanini y Noland dejaron la banda. 
Stan Ridgway pronto pasó a una carrera solitaria exitosa, apareciendo como vocalista invitado en una canción de Rumble Fish y la publicación de su primer álbum en solitario en 1986. Joe Nanini pronto reapareció en la banda de country rock Lomesome Strangers.

## 1983-1988
El resto de la banda, conformada por Marc Moreland, Chas T. Gray y con el regreso de Bruce Moreland, siguieron adelante bajo el nombre de Wall of Voodoo. Poco después, Andy Prieboy, exintegrante de la banda de new wave de San Francisco Eye Protection se unió como cantante y se añadió a Ned Leukhardt como baterista. La banda continuó grabando y actuando bajo esta formación hasta 1988, aunque su sonido era ligeramente diferente del estilo de música que tocaban en la alineación anterior con Stan Ridgway. 
En 1985 lanzaron Seven Days in Sammystown. El primer sencillo, "Far Side of Crazy", fue un éxito en Australia, alcanzando el número 23 de la ARIA. La canción todavía puede ser escuchada hoy en día en la radio Austereo Triple M. En 1987, la banda lanzó su cuarto álbum de estudio, producido por el productor de Call of the West, Richard Mazda y su segundo con Andy Prieboy, llamado Happy Planet, dando lugar a otro éxito en Australia: una versión de la canción de The Beach Boys "Do It Again", que llegó al #40 en el país austral. El vídeo de la canción contó con el propio Brian Wilson. 
En 1988, Wall of Voodoo se disuelve, mientras Andy Prieboy y Marc Moreland pasaron a hacer sus carreras en solitario.

## Después de 1988
En 1989, un álbum en directo póstumo titulado The Ugly Americans in Australia fue lanzado, que documenta un concierto en Melbourne (Australia), como parte de la gira de 1987. También se incluyeron actuaciones adicionales de una fecha en Bullhead City, Arizona. 
Stan Ridgway, Andy Prieboy y Marc Moreland se embarcaron en carreras en solitario a lo largo de los años 1990 y 2000. Joe Nanini lanzó un EP bajo el nombre Sienna Nanini-Bohica en 1996.
Dos exmiembros murieron con pocos años de diferencia entre ellos en la década de 2000; Joe Nanini murió de una hemorragia cerebral el 4 de diciembre de 2000, y Marc Moreland murió de insuficiencia renal y hepática, el 13 de marzo de 2002.
El 18 de julio de 2006, una versión de Wall of Voodoo liderada por Stan Ridgway realizó un concierto en el Pacific Amphitheatre en el Condado de Orange como una banda de apertura para Cyndi Lauper. Sin embargo, aparte de Ridgway, ninguno de los demás supervivientes de la banda fueron incluidos en esta alineación, aunque Joe Beradi y el productor Richard Mazda se encontraban en esta alineación. El álbum de Stan Ridgway Snakebite: Blacktop Ballads and Fugitive Songs (lanzado en 2005), cuenta con la canción narrativa, "Wall of Voodoo Blues Pt. 1," una historia de la banda en formato de canción. Además, su éxito "Mexican Radio" fue usado para los montages de introducción de la 2006 Telcel Motorola 200 de la Serie NASCAR Busch celebrado en el Autódromo Hermanos Rodríguez en la Ciudad de México.
Los dos primeros álbumes (Dark Continent y Call of the West) fueron remasterizados y reeditados por Raven Records el 10 de noviembre de 2009, mientras que el 2 de octubre de 2012, se publicó otra remasterización de dos discos que contiene los tres álbumes de la era con Andy Prieboy (Seven Days in Sammystown, Happy Planet y The Ugly Americans in Australia), remezclados totalmente, incluyendo tres canciones extras.

## Discografía

### Álbumes de estudio
- Wall of Voodoo (EP, 1980).
- Dark Continent (1981).
- Call of the West (1982).
- Seven Days in Sammystown (1985).
- Happy Planet (1987).
- The Ugly Americans in Australia (1989).

### Recopilaciones
- Granma's House (1984).
- The Index Masters (incluye el EP de 1980 junto con algunas canciones en directo) (1991).
- Lost Weekend: The Best of the I.R.S. Years (2011).

### Sencillos
- 1982: "Ring of Fire" (versión)
- 1982: "On Interstate 15"
- 1983: "Mexican Radio"
- 1983: "Call of the West"
- 1983: "There's Nothing on This Side"
- 1984: "Big City"
- 1985: "Far Side of Crazy" (n.º 23 en Australia)
- 1987: "Do It Again" (n.º 40 en Australia y puesto 32 en US Billboard Dance Club Songs)
- 1987: "Elvis Bought Dora a Cadillac"